# Або Еїса
Абобакер Мамун Еїса (англ. Abobaker Mamoun Eisa, нар. 5 січня 1996, Хартум) — суданський футболіст, вінґер англійського клубу «Сканторп Юнайтед».

## Ранні роки
Народився 1996 року в суданському місті Хартум. У 7-річному віці разом з родиною переїхав до Лондона.

## Кар'єра гравця
На юнацькому та молодіжному рівні виступав за «Футбольну академію Про Тач» та «Сент-Олбанс Сіті», потім грав за нижчолігові клуби «Аксбридж» та «Вілдстоун». Повернувся на професіональний рівень 31 січня 2018 року, уклавши договір зі «Шрусбері Таун». Дебютним голом у новій команді відзначився 21 квітня в нічийному (1:1) поєдинку Футбольної ліги Англії проти «Бері».
8 квітня просидів увесь фінальний матч за Трофей Футбольної ліги 2018 на лаві для запасних, проте згідно регламенту турніру отримав срібну медаль.
У січні 2019 року відправився в оренду в «Колчестер Юнайтед». Дебютним голом за команду відзначився 2 лютого, відзначившись влучним ударом через 5 хвилин після виходу на футбольне поле в переможному (4:0) поєдинку проти «Нортгемптон Таун».
15 серпня 2019 року підписав 2-річний контракт з представником Другої ліги «Сканторп Юнайтед», в якому став 9-м літнім новачком. У новій команді розпочав виступи під керівництвом добре знайомого по роботі в «Шрусбері» тренера Пола Герста.

## Особисте життя
Брат, Мохамед Еїса, також професіональний футболіст.
Виступи за нижчолігові англійські клуби поєднував з навчанням за спеціальністю біомедик в Університеті Брунеля.

## Досягнення
«Шрусбері Таун»
- Трофей Футбольної ліги
  -  Фіналіст (1): 2017/18[7][8]